# The Outlaw (1943)
The Outlaw is een Amerikaanse western uit 1943 onder regie van Howard Hughes.
Hughes produceerde ook de film, terwijl Howard Hawks onvermeld co-regisseur was. De film is opmerkelijk als de doorbraakrol van Jane Russell, en ze werd beschouwd als een sekssymbool en een Hollywood-icoon. Latere advertenties op posters vermeldden Russell als enige filmster.

## Verhaal
Sheriff Patt Garrett krijgt bezoek van zijn oude vriend Doc Holliday. Hij is op zoek naar zijn paard. Dat blijkt uiteindelijk te zijn gestolen door Billy the Kid. Spoedig ontstaat er een vriendschap tussen Doc en Billy. Dat leidt tot wrevel bij de sheriff.

## Rolverdeling
| Acteur           | Personage           | Nota      |
| ---------------- | ------------------- | --------- |
| Jack Buetel      | Billy the Kid       |           |
| Jane Russell     | Rio McDonald        |           |
| Thomas Mitchell  | Sheriff Pat Garrett |           |
| Walter Huston    | Doc Holliday        |           |
| Mimi Aguglia     | Guadelupe           |           |
| Gene Rizzi       | Vreemdeling         |           |
| Joe Sawyer       | Charley Woodruff    |           |
| Martin Garralaga | Mike, ober          | onvermeld |
| Ben Johnson      |                     |           |
| Cecil Kellogg    | Hulpsheriff         | onvermeld |
| Ethan Laidlaw    | Hulpsheriff         | onvermeld |
| Ted Mapes        | Hulpsheriff         | onvermeld |